# Faustina Iselin
Faustina Iselin (* 19. Oktober 1915 in Basel; † 13. September 2010 ebenda) war eine Schweizer Malerin, Grafikerin und Bühnenbildnerin.

## Leben und Werk
Faustina Iselin war die jüngste Tochter des Chirurgen Hans Iselin und der aus Berlin stammenden Künstlerin Gustava Haeger.

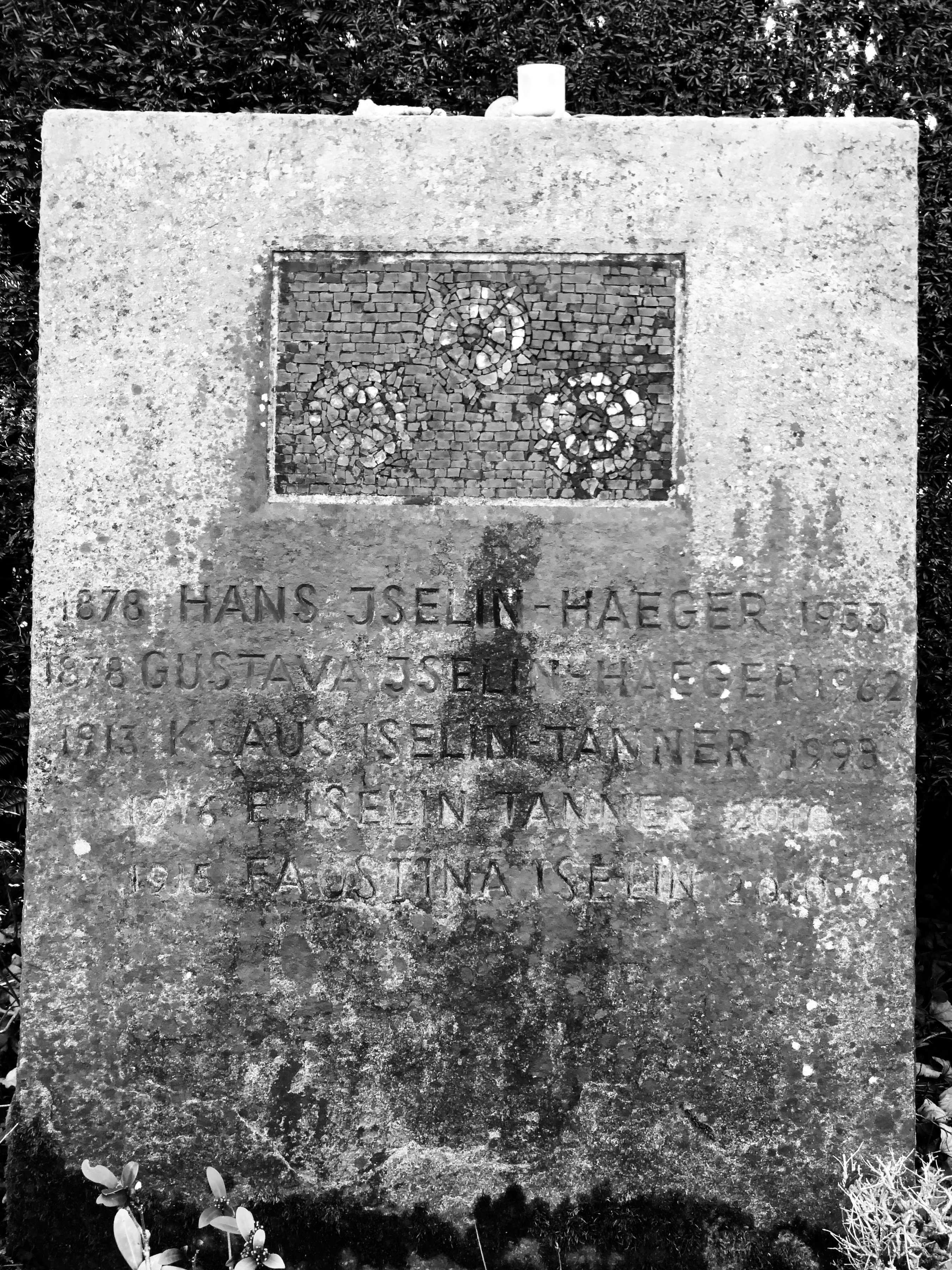
Familiengrab, Friedhof am Hörnli, Riehen

Faustina Iselin wuchs in Riehen auf und besuchte das Mädchengymnasium am Kohlenberg Basel. Ab 1931 besuchte sie den Vorkurs an der Allgemeinen Gewerbeschule Basel und anschliessend die Grafikfachklasse. Ab September 1935 studierte Faustina Iselin an den Vereinigten Staatsschulen für Freie und Angewandte Kunst in Berlin. Ihre Lehrer waren Karl Hofer, Oskar Hermann Werner Hadank und Ernst Böhm, der ihr wichtigster Lehrer wurde. Faustina Iselin kehrte im Sommer 1936 nach Basel zurück und arbeitete eine Zeitlang als Gebrauchsgrafikerin in der Buchdruckerei Frobenius als Hospitantin beim Grafiker Edi Hauri (1911–1988). Zudem war sie für Karl Gotthilf Kachler (1906–2000) tätig, der das Basler «Studententheater» leitete.
1939 studierte Faustina Iselin zur Weiterbildung für Theaterdekoration an der Schule von Paul Colin in Paris. Sie gewann als einzige Studentin der Schule den zweiten Preis im internationalen Plakatwettbewerb für die internationale «Foire de Paris». Wieder in Basel arbeitete sie eine Zeitlang bei Max Sulzbachner. Später studierte Iselin wieder an der Gewerbeschule bei Arnold Fiechter und Walter Bodmer Malerei, Farbenlehre und anatomisches Zeichnen.
Ab 1943 begann ihre Laufbahn beim Basler Marionetten-Theater unter dem Einfluss des Maskenbildners Max Breitschmid (1911–1970). Bald wurde sie unter Richard Koelner zur «Seele» der Institution. Von 1946 bis 1996 wirkte sie als reguläres Mitglied der Spielergruppe, in der sie die Marionetten gestaltete und führte. Sie kreierte u. a. die Figuren zu Triptychon und Mondlaterne. Wie viele ihrer Basler Künstlerkollegen arbeitete sie von 1954 bis 1976 für das Larvenatelier Tschudin.
Faustina Iselin gewann 1945, 1946 und 1948 den PTT-Wettbewerb für die Gestaltung von Briefmarken Schweizer Bauernhäuser sowie 1962 den Wettbewerb für eine Pro-Juventute-Jubiläumsmarke. Sie war während Jahrzehnten Mitglied der Schweizerischen Gesellschaft Bildender Künstlerinnen (SGBK) und der Basler Künstlergesellschaft.
Faustina Iselin wurde 1985 der Kulturpreis von Riehen verliehen. Ihre letzte Ruhestätte fand sie auf dem Friedhof am Hörnli in Riehen.